# Лісувек (Груєцький повіт)
Лісувек (пол. Lisówek) — село в Польщі, у гміні Груєць Груєцького повіту Мазовецького воєводства.
Населення — 86 осіб (2011).
У 1975-1998 роках село належало до Радомського воєводства.

## Демографія
Демографічна структура станом на 31 березня 2011 року:
|          | Загалом | Допрацездатний вік | Працездатний вік | Постпрацездатний вік |
| -------- | ------- | ------------------ | ---------------- | -------------------- |
| Чоловіки | 41      | 9                  | 29               | 3                    |
| Жінки    | 45      | 8                  | 27               | 10                   |
| Разом    | 86      | 17                 | 56               | 13                   |